# Trypanosoma senegalense
Trypanosoma senegalense is een soort in de taxonomische indeling van de Euglenozoa. Deze micro-organismen zijn eencellig en meestal rond de 15-40 micrometer groot. Het organisme komt uit het geslacht Trypanosoma en behoort tot de familie Trypanosomatidae. Trypanosoma senegalense werd in 1973 ontdekt door Ranque.